# Tectiteco (etnia)
Los tektitekos (nombre en Guatemala) o tekos (nombre en México) autodenominados b'a'aj son un grupo étnico de origen mayense que habita en los municipios de Amatenango de la Frontera, Mazapa de Madero y Frontera Comalapa al sur del estado de Chiapas, México y en los municipios de Tectitán y Cuilco en el departamento de Huehuetenango, Guatemala a escasos kilómetros de la frontera entre ambos países.El pueblo tektiteko también se llama en idioma maya B‘a‘aj que significa «se fueron», esto debido al dominio que se perdió cuando llegaron los españoles al pueblo maya de Tektitlán, quienes tuvieron que emigrar a otras comunidades rurales. 

## Idioma
El idioma teko, llamado b'a'aj por sus hablantes (conocido también como qyool de Tectitán), es una lengua mayense de la rama mameana. La lengua más cercana genéticamente al teko es el idioma mam.

## Localización
En México habitan en el sur del estado de Chiapas en las localidades de Bacantón, Altamirano Uno, Chimalapa, Mazapa de Madero, Nuevo Paraíso, Reforma, Tierra Blanca, Valle Obregón, Veracruz y Villa Hidalgo del municipio de Mazapa de Madero, en Amatenango de la Frontera, Barrio Nuevo, Chiquisbil, El Porvenir, Granadillal, Las Marías, Nuevo Amatenango y Sabinalito del municipio de Amatenango de la Frontera y en Nuevo Mazapa en el municipio de Frontera Comalapa.
En el departamento de Huehuetenango habitan en los municipios fronterizos con México de Cuilco y Tectitán ubicados al noroeste de Guatemala. 

## Artesanía
La producción artesanal en Mazapa de Madero es escasa, algunos tekos trabajan el barro para la fabricación de macetas y elaboran productos de cestería y tejidos de petates.